# Municipio 1 (condado de Rooks)
El municipio 1 (en inglés: Township 1) es un municipio ubicado en el condado de Rooks en el estado estadounidense de Kansas. En el año 2010 tenía una población de 242 habitantes y una densidad poblacional de 0,87 personas por km².

## Geografía
El municipio 1 se encuentra ubicado en las coordenadas 39°26′19″N 99°5′53″O / 39.43861, -99.09806. Según la Oficina del Censo de los Estados Unidos, el municipio tiene una superficie total de 277.09 km², de la cual 276.45 km² corresponden a tierra firme y (0.23%) 0.64 km² es agua.

## Demografía
Según el censo de 2010, había 242 personas residiendo en el municipio 1. La densidad de población era de 0,87 hab./km². El 96,69% de los 242 habitantes del municipio 1 eran blancos, el 0.83% eran afroamericanos, el 1.65% eran asiáticos, el 0.41% eran de otras razas y el 0.41% pertenecían a dos o más razas. Del total de la población el 0.41% eran hispanos o latinos de cualquier raza.